# Ђовенале (Фрозиноне)
Ђовенале је насеље у Италији у округу Фрозиноне, региону Лацио.
Према процени из 2011. у насељу је живело 45 становника. Насеље се налази на надморској висини од 266 м.